# Мануэл III
Мануэл III Афонсу (при рождении Кидиту) (1884—1927) — последний маниконго (титулярный король) Королевства Конго, царствовавший в 1911—1914 годах. Вассал Португалии, правил лишь частью Конго.
В 1914 году в Конго началось восстание, после которого португальские власти ликвидировали королевство. На его территории возникла колония Португальская Западная Африка. В 1915 году Мануэл III потерял титул маниконго, перешедший к Альваро XV Афонсу. Бывший король умер в 1927 году.